# Cai Guiqin
Cai Guiqin 蔡桂勤 (cinese), zì Zhuoting (拙亭) (Caixing, 1877 – Jining, settembre 1956) è stato un insegnante cinese.

## Biografia
Cai Guiqin era il nipote di uno dei pochi praticanti di arti marziali cinesi rimasti in Caixing (蔡行), un villaggio dell'area di Jining. È nato il terzo anno del regno dell'imperatore Guanxu della dinastia Qing e fu istruito nel Wushu fin da bambino, iniziando a praticare con il nonno Cai Gongcheng (蔡公盛) fino alla morte di quest'ultimo. Dopo di ciò, fu costretto dall'estrema povertà a trasferirsi da Caixing a una zona nelle vicinanze della porta sud di Jining dove divenne allievo di Ding Yushan  (丁玉山), noto per la sua maestria nell'Huaquan, e studiò con lui per tre anni.  Nel 1897 egli si recò da solo a fare un viaggio nel sud della Cina.  Nel 1920 Cai Guiqin si incontrò con molti eminenti membri del Kuomintang: il dottor Sun Yat-sen (Sun Zhongshan in Pinyin, 孙中山); Li Zhongren (李宗仁); Li Liejun (李烈均); Wu Chaoshu (伍朝枢); Fan Shisheng (范石生); Li Zonghuang (李宗黄); ecc. Dopo aver conosciuto Sun Yat-sen iniziò ad insegnare Wushu agli ufficiali del governo nel quartier generale della Repubblica in Canton.
Dopo la morte di Sun, Cai Guiqin riprese a viaggiare fino a quando, nel 1932, non si stabilì a Shanghai dove restò a vivere fino alla morte che avvenne nel 1953.